# كويزأب
كويز أب لعبة على الهواتف النقالة طورتها شركة مقرها في آيسلندا تسمى بلاين فانيلا جيم Plain Vanilla Games
كويز أب لعبة جماعية يتسابق فيها خصمان بالإجابة عن سبع أسئلة اختيار من متعدد محددة بفترة زمنية في مواضيع مختلفة. هناك أكثر من 1200 موضوع يمكن للمستخدم الاختيار من بينها معظمها متاح بلغات مختلفة.

في نهاية 2016 أعلنت الشركة المنتجة للعبة رغبتها في بيع اللعبة وبالفعل استثمرت شركة جلو موبايل مبلغ قدر ب 7.5 مليون دولار أمريكي في صفقة تدخلت فيها هيئة الإذاعة الوطنية لانتاج فكرة برنامج على القناة بنفس فكرة اللعبة.

## فكرة اللعب

### فكرة عامة
يبدأ اللاعب باختيار أحد الموضوعات الموجودة في قاعدة بيانات اللعبة والمتوفرة بأكثر من 1200 موضوع ثم يقوم بالضغط على ابدأ اللعب، ومن ثم يقوم البرنامج باختيار لاعب عشوائي اخر يجيب عن نفس الموضوع في نفس الوقت لبدأ المنافسة في 7 أسئلة اختيار من متعدد متعلقة بذات الموضوع.

### نقاط مكتسبة
يقوم كل لاعب بزيادة رصيد نقاطه في كل موضوع يلعب فيه وتتكون النقاط من مجموع:
- اجمالي نقاط اللعبة بحد أقصى 300 نقطة.
- زيادة تشجيعية بحد أقصى 40 نقطة.
- نقاط إضافية 100 نقطة في حالة الفوز تقسم بالتساوي في حالة التعادل.

### النشر مثل المواقع الاجتماعية
تماما مثل إنستغرام، يمكن للاعب نشر النتيجة والمسابقة ويمكن للاخرين التعليق عليها أو الإعجاب بها، بنفس فكرة الفيس بوك حتى أن كويزأب به أحدث الإشعارات والمنشورات الحديثة تعرض بطريقة تشبه فيس بوك.

### مواضيع اللعب
يمكن لكل لاعب اختيار المواضيع المتاحة التي يمكن لأى مستخدم اخر منافسته بها دون أي مواضيع أخرى، مثل مواضيع متعلقة بالصحة، الرياضة، العلوم، الاقتصاد..إلخ، كما يمكن لكل لاعب اللعب بأكثر من موضوع. تعرض المواضيع المختلفة بطريقة دائرة مجزأة تحتوي على مختلف الموضوعات المتاحة في اللعبة.

## وصلات خارجية
- QuizUp on آي تيونز
- QuizUp on جوجل بلاي
- QuizUp website نسخة محفوظة 4 أبريل 2014 على موقع واي باك مشين.